# Complexe de Néron
Le complexe de Néron, du nom de l'empereur romain du Ier siècle, désigne :
- Selon André Bazin en 1946, théorisant un « facteur psychologique quelque peu freudien », il désigne la fascination du spectacle, du morbide, de la destruction urbaine[1]. C'est une référence à la cruauté de Néron, ses tendances incendiaires, et son goût des spectacles, selon la biographie de Suétone.
- Selon Albert Memmi dans le Portrait du colonisateur en 1973, cela désigne l'usurpateur qui cherche sa légitimité et qui se l'accroît par auto-persuasion bien qu'il partage les valeurs contraires à celle-ci. Il évoque la légitimité coloniale en comparant la relation entre Néron et Britannicus.